# Hellmuth Hirth
Hellmuth Hirth (pronunciación en alemán: /ˈhɛlmuːt ˈhɪʁt/ⓘ; 24 de abril de 1886 - 1 de julio de 1938) fue un ingeniero alemán quien fundó las compañías Mahle GmbH y Hirth, para la fabricación de componentes de motores y motores aeronáuticos completos respectivamente.

## Biografía
Hirth nació en Heilbronn, hijo del ingeniero y fabricante de herramientas Albert Hirth. Era el hermano mayor de Wolf Hirth quien después se haría famoso como diseñador y fabricante de planeadores.
Siendo joven, Hirth fue enviado a los Estados Unidos para formarse en la Edison General Electric Company como mecánico. Mientras estuvo en el extranjero, desarrolló un interés por la aviación, y a su retorno a Alemania en 1909 estuvo implicado con esta industria emergente. Construyó su propio avión en 1910 y pronto fue a trabajar para la Zeppelin Company construyendo dirigibles. También se convirtió en un destacado piloto.
Desde 1914 fue teniente del Fliegertruppe, alcanzando la Cruz de Hierro II y siendo herido gravemente. 
En 1920, fundó su propia compañía para fabricar componentes de motores a partir de aleaciones ligeras, y para 1927 dividió la compañía para centrarse más estrechamente en el lado del negocio de los motores de aviación.

## Muerte
El 1 de julio de 1938 Hirth murió en un accidente de aviación en Karlsbad.